# کینازوسین
کینازوسین (انگلیسی: Quinazosin) یک آنتاگونیست گیرنده α۱ آدرنرژیک ضد فشار خون است.